# Sylvie Meloux
Sylvie Meloux, née le 22 janvier 1970, est une judokate française évoluant dans la catégorie des moins de 48 kg (poids super-légers). Elle est sacrée championne d'Europe en 1997.

## Palmarès
| Année | Compétition           | Lieu       | Résultat | Catégorie      |
| ----- | --------------------- | ---------- | -------- | -------------- |
| 1994  | Championnats d'Europe | Gdańsk     | 2e       | Moins de 48 kg |
| 1995  | Championnats d'Europe | Birmingham | 2e       | Moins de 48 kg |
| 1996  | Championnats d'Europe | La Haye    | 5e       | Moins de 48 kg |
| 1997  | Championnats d'Europe | Ostende    | 1re      | Moins de 48 kg |